# György Cziffra, Jr.
György Cziffra, Jr. (pronunțat [ɟørɟ tsif ː ra]) (decedat în 1981) a fost un dirijor maghiar. El era să moară în închisoare, când era copil, împreună cu familia sa atunci când tatăl său, celebrul pianist György Cziffra, care a lucrat în Ungaria în timpul celui de-al Doilea Război Mondial, a fost arestat din motive politice de către autoritățile comuniste după al război. György și tatăl său au lucrat împreună la mai multe înregistrări și spectacole live.
El a fost un pianist genial ca și tatăl său, dar a decis să fie dirijor.
Cziffra Jr. a murit dând foc casei sale din suburbiile Parisului. Un bilet de adio a fost găsit în rămășițe, astfel, moartea lui a fost o sinucidere. Bineînțeles, tatăl său a fost dezamăgit, și din acea zi el nu a mai făcut vreo înregistrare cu orchestra.

## Vezi și
- György Cziffra

1. 1 2 3  Autoritatea BnF, accesat în 10 octombrie 2015
2. ↑  György Cziffra, MAK